# Cocquerel
Cocquerel é uma comuna francesa na região administrativa de Altos da França, no departamento de Somme. Estende-se por uma área de 9,54 km². Em 2010 a comuna tinha 229 habitantes (densidade: 24 hab./km²).